# Barwy panafrykańskie

Na fladze Etiopii znaleźć można trzy barwy panafrykańskie: czerwony, żółty i zielony.

Na fladze UNIA znaleźć można barwy: czerwoną, czarną i zieloną.

Za barwy panafrykańskie uznawane są często dwa różne zestawy barw, każdy zawierający po trzy barwy.
Pierwszy z nich obejmuje kolory: zielony, żółty (złoty) i czerwony. Barwy te są obecnie często spotykane na flagach wielu państw afrykańskich. Taki zestaw barw związany jest z Etiopią, skąd też wywodzi się rastafarianizm używający podobnego zestawu barw. Pojawił się on po raz pierwszy na fladze Abisynii (dawna nazwa Etiopii) z 1798, z tym, że pas zielony znajdował się wówczas na dole flagi. Później podczas ceremonii państwowej wywieszono ją przypadkowo do góry nogami, i tak już pozostało do dziś, a wzór taki przyjęty został przez inne kraje afrykańskie oraz organizacje panafrykańskie.
Przyjęcie barw Etiopii za barwy ruchu panafrykańskiego wynika z tego, że Etiopia jako jedyne państwo Afryki w okresie kolonialnym pozostało poza wpływami europejskimi (była jedynie na krótko zajęta przez faszystowskie Włochy w latach 1936-1941). Stąd też była podziwiana przez pozostałe kraje Afryki, które odzyskawszy niepodległość w 2. połowie XX wieku, przyjmowały barwy z flagi Etiopii. Pierwszym takim państwem była Ghana w 1957.
Drugi zestaw barw panafrykańskich, przyjęty przez organizację UNIA, zawiera barwy: czerwoną, czarną i zieloną. Według statutu tej organizacji czerwony oznacza szlachetną krew, która jednoczy wszystkich ludzi pochodzenia afrykańskiego, czarny – czarnych ludzi, których godność podtrzymuje istnienie tej flagi, a zielony – obfite bogactwa przyrody ich ojczyzny – Afryki. Barwy te, uznane za oficjalne barwy „rasy afrykańskiej”, zostały przyjęte przez tę organizację podczas zjazdu 13 sierpnia 1920 w Nowym Jorku.

## Państwa wykorzystujące barwy panafrykańskie
Flagi następujących krajów afrykańskich lub państw amerykańskich z dużą ilością potomków afrykańskich niewolników zawierające przynajmniej trzy z wymienionych wyżej czterech barw panafrykańskich:
- Afryka
  -  Benin
  -  Burkina Faso
  -  Kamerun
  -  Kongo
  -  Etiopia
  -  Ghana
  -  Gwinea
  -  Gwinea Bissau
  -  Kenia
  -  Malawi
  -  Mali
  -  Mozambik
  -  Południowa Afryka
  -  Republika Środkowoafrykańska
  -  Senegal
  -  Sudan Południowy
  -  Togo
  -  Wyspy Świętego Tomasza i Książęca
  -  Zambia
  -  Zimbabwe
- Ameryka
  -  Dominika
  -  Grenada
  -  Gujana
  -  Jamajka
  -  Saint Kitts i Nevis